# Copris bovinus
Copris bovinus är en skalbaggsart som beskrevs av Gillet 1908. Copris bovinus ingår i släktet Copris och familjen bladhorningar. Inga underarter finns listade i Catalogue of Life.